# حارة الانسي (المعلا)
حارة الانسي هي إحدى حارات حي مدرم الواقع بمديرية المعلا التابعة لمحافظة عدن، بلغ تعداد سكانها 672 نسمة حسب تعداد اليمن لعام 2004.